# Anax walsinghami
Anax walsinghami – gatunek ważki z rodziny żagnicowatych (Aeshnidae). Występuje na terenie Ameryki Północnej i Ameryki Środkowej.